# جون وليامز ووكر
جون وليامز ووكر (بالإنجليزية: John Williams Walker)‏ هو محامي وسياسي أمريكي، ولد في 12 أغسطس 1783 في مقاطعة أميليا في الولايات المتحدة، وتوفي في 23 أبريل 1823 في هنتسفيل في الولايات المتحدة. حزبياً، نشط في الحزب الجمهوري الديمقراطي. وقد انتخب عضو مجلس الشيوخ الأمريكي عن دائرة ألاباما (14 ديسمبر 1819 – 12 ديسمبر 1822).